# Heteroconis papuensis
Heteroconis papuensis is een insect uit de familie van de dwerggaasvliegen (Coniopterygidae), die tot de orde netvleugeligen (Neuroptera) behoort. 
De wetenschappelijke naam Heteroconis papuensis is voor het eerst geldig gepubliceerd door Meinander in 1990.